# 黒木渚
黒木 渚（くろき なぎさ、1986年4月19日 - ）は、日本の女性シンガーソングライター・小説家。宮崎県日向市出身。
元々は男女混合のロックバンド「黒木渚」のメンバーとして、2010年から2013年まで福岡県を中心に活動していた。

## 概要
幼少期に日本舞踊をやっていた祖母の影響で、ステージに対して漠然とした憧れを抱く。
宮崎県日向市出身。中高時代には読書や絵画に熱中する。高校卒業後は福岡教育大学に進学。軽音研究会でギターを学んで市内のライブハウスで弾き語りを始め、2010年には自らの名前を掲げたバンド“黒木渚”を結成する。
大学で出会った教授の影響で文学にのめり込み、福岡教育大学大学院教育学研究科英語学英米文学専攻に進んで近代英米文学におけるポストモダン文学を研究、当時は大学教授になることを目指していたが、留学経験が条件であったため金銭的理由で断念。
卒業後はバンドを続けるため安定した職を求めて公務員となり、福岡県・古賀市役所財政課に勤めるも、バンド活動が市役所に知られてしまい自重するよう上司に求められたのをきっかけに、1年で退職して音楽活動に専念する。
前述の通り文学に造詣の深い人物であり、2015年11月には小説家デビューを果たしている。
血液型はO型。

### ロックバンド「黒木渚」
ギター・ボーカルの本名かつバンド名が「黒木渚」である。バンド結成時に、本格的にプロを目指していく上でしっかりバンドの名前を考えようということになった。いくつか候補が挙がったが、黒木以外のバンドメンバー2人がピンと来たのが彼女自身の名前だった。
ボーカルの黒木が次第に「音楽は民主的に作るものではなく、もっと曲を作った人間がイニシアチブをとって曲作りしないと個性が薄れていく」と感じるようになり、頭の中にある楽曲のイメージを細部まで再現するところまで自分自身で責任を持ってやるためにバンドの解散を決めた。

### 音楽性
一般的にルーツミュージックと出会いそうな10代の頃は、厳格な寮で過ごしていたせいで音楽との出会いがなかったため、小説家や画家などからの影響の方が大きい。また、若い頃の美輪明宏や「黒蜥蜴」、寺山修司などアンダーグラウンドな世界観を好む。大学に進学して自由に音楽やカラオケを楽しめる環境になってからは、アリシア・キーズや平沢進を良く聴いている。

### 楽曲制作
ほとんどの曲が詞と曲同時に出来上がる。どちらかが先行する場合は必ず詞が先で、作曲はギターで行う。その時にリズムパターンや加えたい楽器、音のイメージも頭の中に浮かんでくるので、デモを作る段階でそれを盛り込んで形にする。
バンド時代は楽曲の作詞・作曲は黒木が担当していて、デモテープではなく発表会という形でサトシと本川に聴いてもらい、アレンジをしていた。
ソロになってからは歌詞とメロディはもちろん、それまでは民主制でメンバー全員でやっていたアレンジも、黒木本人の思い描く方針に従って自由にやれるようになった。

## バンドメンバー

### バンド時代

#### 元メンバー
- 矢越共平（やごし きょうへい）
  - ギター担当。2012年8月14日付で脱退。
- サトシ（4月11日 - ）
  - ベース担当。福岡県北九州市出身。2013年解散時まで在籍。
- 本川賢治（もとかわ けんじ、9月21日 - ）
  - ドラム担当。長崎県出身。2013年解散時まで在籍。

#### サポートメンバー
- ミスター - ギター担当。
- 多畠幸良 - キーボード担当。

### ソロ時代

#### レコーディング参加ミュージシャン
▼ギタリスト
- 田渕ひさ子（NUMBER GIRL、toddle 他）、田村玄一（ex KIRINJI）、井手上誠

▼ベーシスト
- 沖山優司、宮川トモユキ（HiGE（髭）） 、中尾憲太郎（NUMBER GIRL 他） 、千ヶ崎学（ex KIRINJI）、キタダマキ（Syrup 16g）

▼ドラムス
- 柏倉隆史（toe、the HIATUS 他）、恒岡章（Hi-STANDARD）、MASEEETA（ex BEAT CRUSADERS 他） 、BOBO（54-71）

▼キーボーディスト
- 奥野真哉（ソウル・フラワー・ユニオン）、スガダイロー（渋さ知らズ）、神佐澄人、多畠幸良

#### ライブ サポートメンバー
▼現メンバー
- 井手上誠 - ギター担当。
- 宮川トモユキ（HiGE（髭）） - ベース担当。
- 柏倉隆史（toe、the HIATUS 他） - ドラム担当。
- 多畠幸良 - キーボード担当。

▼過去メンバー
- 根岸孝旨 - ベース担当。
- 佐藤研二（マルコシアス・バンプ） - ベース担当。
- MASEEETA（ex BEAT CRUSADERS 他） - ドラム担当。
- 神佐澄人 - キーボード担当。

## 来歴

### バンド時代
2010年
- 12月、福岡で結成される[3][9]。

2011年
- 3月16日、ファーストシングル『ハツ／ノーリーズン』（自主制作）を発売。
- 10月15日、セカンドシングル『ハサミ／赤紙』（自主制作）を会場限定で発売。

2012年
- 12月12日、処女作となる1stシングル『あたしの心臓あげる』を九州限定でリリース[11]。九州限定にもかかわらず、全国のインディーズチャートで14位、有線インディーズチャートで1位を獲得し、2013年1月8日から全国発売されることになった。その後も10週連続でオリコンインディーズチャートTOP20 にランクインし続けた。

2013年
- 1月、iTunesの2013年ブレイクが期待できる新人アーティスト「ニューアーティスト2013」に選出される[12]。
- 3月20日、1stミニ・アルバム『黒キ渚』をリリース[3]。
- 8月10日、SUMMER SONIC 2013に出演[13]。
- 10月16日、2ndシングル『はさみ』をリリース[14]。
- 12月19日、年内でバンドを解散し、以後は黒木がソロとして活動して行くことを発表[15]。
- 12月28日、COUNTDOWN JAPAN 13/14 COSMO☆STAGE バンド黒木渚ラストライブ。

### ソロ転向後
2014年
- 5月2日から6月1日まで、初のワンマンツアー『革命がえし』を開催することを発表した。東京のほかに、名古屋、大阪、仙台、札幌、福岡の6都市を回る。
- 4月2日、ソロ始動後初の作品となるフル・アルバム『標本箱』をリリース[16]。

2015年
- 1月21日、3rdシングル『虎視眈々と淡々と』、DVD『革命がえし（ツアーファイナル渋谷公会堂2014）』発売。
- 3月28日から5月3日まで、ワンマンツアー『虎視眈々と淡々と』を開催。仙台、東京、大阪、名古屋、福岡を回る。
- 6月10日、4thシングル『君が私をダメにする』発売。
- 6月11日、LINE@アカウントができる。
- 7月1日、LIVE DVD『「TOUR 虎視眈々と淡々と」東京グローブ座 2015』発売。
- 7月5日から7月22日まで、『FREE LIVE ONEMAN TOUR「君が私をダメにする」』開催。仙台、福岡、大阪、名古屋、東京を回る[17]。
- 8月14日、ヤクルトvs阪神戦の試合直前のグラウンドでスペシャルライブ。
- 9月28日、Instagram開始。
- 10月7日、2ndフルアルバム『自由律』発売。限定盤Aでは連作小説『壁の鹿』全6話が本となり付属された[18]。
- 11月22日から2016年1月11日にかけて、全国6ヶ所にて『黒木渚 ONEMAN TOUR 2015「自由律」』開催。福岡、大阪、名古屋、仙台、札幌、東京を回る[19]。

2016年
- 4月6日、5thシングル『ふざけんな世界、ふざけろよ』発売。
- 4月23日から6月3日まで、6大都市にて『黒木渚 ONEMAN TOUR 2016 SPRING「ふざけんな世界、ふざけろよ」』を開催。ツアーファイナルは東京国際フォーラム ホールC[20]。
- 7月1日、配信限定シングル『灯台』発売。iTunesのトップソングで4位にランクイン。
- 8月14日、ROCK IN JAPAN FESTIVAL 2016に出演[21]。
- 8月22日、咽頭ジストニア治療のため当分の音楽活動休止を発表[22]。

2017年
- 4月15日、アルバム『自由律』の初回限定盤に付属されていた処女作『壁の鹿』が講談社より文庫本として発売[23]。
- 4月19日、自身初となる小説単行本『本性』（講談社）刊行[23]。
- 9月20日、6thシングル『解放区への旅』発売、これにより1年1ヶ月ぶりに音楽活動を再開[24]。
- 9月24日、東京・TSUTAYA O-EASTにて『黒木渚 ONEMAN LIVE「音楽の乱」』開催[25]。これが音楽活動再開後の初公演。

2018年
- 2月8日、長編小説『鉄塔おじさん』（講談社）を刊行。
- 2月24日、人見記念講堂にて、一夜限りのスペシャルワンマンライブ『砂の城』を開催[26]。

2019年
- 7月18日、連作短編集『呼吸する町』（光文社）を刊行。
- 10月9日、約4年ぶりとなるフルアルバム『檸檬の棘』を発売[27]。
- 11月5日、初の私小説『檸檬の棘』（講談社）を刊行[28]。

2020年
- 1月11日から2月21日まで、東京・大阪・福岡にて、『黒木渚 ONEMAN LIVE 2020「檸檬の棘」』を開催[29]。東京はマイナビBLITZ赤坂、EX THEATER ROPPONGIの2公演で共にSOLD OUT。
- 12月26日、オンラインライブ『黒木渚 Online Live 2020「ダ・カーポ」』を開催[30]。

2021年
- 7月7日、4thアルバム『死に損ないのパレード』を発売[31]。
- 10月3日、東京キネマ倶楽部でファンクラブ限定の単独公演『黒木渚 ONEMAN LIVE 2021「死に損ないのパレード」』を開催[32]。

2022年
- 4月20日、デビュー10周年を記念したベストアルバム『予測不能の1秒先も濁流みたいに愛してる』発売[33]。
- 6月15日、配信シングル『さかさまの雨』を発売。同日、4月に発売されたベストアルバムと同タイトルの長編小説『予測不能の1秒先も濁流みたいに愛してる』（講談社）を刊行[34]。
- 7月8日、東京国際フォーラム ホールC、7月10日には福岡・DRUM LOGOSにて『黒木渚 ONEMAN LIVE 2022「予測不能の1秒先も濁流みたいに愛してる」〜100周年記念ワンマン〜』を開催[1]。
- 8月15日、所属していた事務所・LASTRUMから独立することを発表[35]。

2023年
- 9月14日から10月11日まで、大阪・名古屋・福岡・横浜にて、『黒木渚 ONEMAN LIVE 2023 「器器回回」』を開催[36]。

## ディスコグラフィ
順位はオリコン・ウィークリーランキング最高順位。

### ビデオ・アルバム
| 発売日        | タイトル                            | 収録曲 | 備考 |
| ------------- | ----------------------------------- | ------ | ---- |
| 2022年4月20日 | 黒木渚 Music Video Clips 2012～2022 | 全16曲 |      |

### 自主制作シングル
以下の自主制作シングルは廃盤になっている。
| #   | 発売日         | タイトル           | 規格   |
| --- | -------------- | ------------------ | ------ |
| 1st | 2011年3月16日  | ハツ／ノーリーズン | 12cmCD |
| 2nd | 2011年10月15日 | ハサミ／赤紙       | 12cmCD |

### 楽曲提供
- こゑだ
  - V.I.P（2020年8月26日）[41]
  - 滅亡前夜（2021年6月23日）[42]

## 書籍
- 文庫本『壁の鹿』（2017年4月14日、講談社）
- 単行本 『本性』（2017年4月19日、講談社）
- 単行本『鉄塔おじさん』（2018年2月8日、講談社）
- 単行本『呼吸する町』（2019年7月18日、光文社）
- 単行本『檸檬の棘』（2019年11月7日、講談社）
- 単行本『予測不能の1秒先も濁流みたいに愛してる』（2022年6月15日、講談社）

## タイアップ
| 楽曲名   | タイアップ先                                                            |
| -------- | ----------------------------------------------------------------------- |
| 原点怪奇 | RPGアプリ『デモンズゲート 帝都審神大戦 〜東京黙示録編〜』オープニング曲 |
| 懺悔録   | RPGアプリ『デモンズゲート 帝都審神大戦 〜東京黙示録編〜』エンディング曲 |
| 灯台     | 映画「全員、片想い」主題歌                                              |

## 主なライブ

### ワンマンライブ・主催イベント
| 開催日                         | タイトル                                                                                | 備考                                                                |
| ------------------------------ | --------------------------------------------------------------------------------------- | ------------------------------------------------------------------- |
| 2012年12月22日                 | 黒木渚 独演会「ゆりかごあやし」～処女作「あたしの心臓あげる」発売記念～                 |                                                                     |
| 2013年1月11日 - 2月11日        | 「あたしの心臓あげる」RELEASE TOUR 「脈」                                               | 10公演                                                              |
| 2013年4月27日 - 6月1日         | 1st mini album「黒キ渚」RELEASE TOUR「複合人格」                                        | 7公演                                                               |
| 2013年4月21日 - 5月12日        | 黒木渚 1st mini album「黒キ渚」発売記念インストアライブ＆サイン会                       | 5公演                                                               |
| 2013年11月10日 - 11月30日      | 2nd Single「はさみ」RELEASE ONEMAN TOUR「やわらかなハサミ」                             | 4公演                                                               |
| 2014年2月22日 - 3月9日         | 黒木渚 新曲発売記念 ミニライブ・サイン&チェキ撮影会                                     | 6公演                                                               |
| 2014年4月3日                   | 黒木渚1stアルバム「標本箱」リリース記念「渚CORECTION SPECIAL LIVE」                     | w/ 松岡モトキ / 柏倉隆史 / 宮本英夫                                 |
| 2014年5月2日 - 6月1日          | ONEMAN LIVE TOUR「革命がえし」                                                          | 6公演。ライブ映像。                                                 |
| 2014年12月8日 - 2015年1月20日  | 黒木渚 対バンツアー「六人一首」                                                         | w/ Suck a Stew Dry / チャラン・ポ・ランタン / 片平里菜 / 髭（HiGE） |
| 2015年1月25日 - 2月7日         | 黒木渚「虎視眈々と淡々と」発売記念ミニライブ&サイン会                                   |                                                                     |
| 2015年3月28日 - 5月3日         | 黒木渚 ONEMAN TOUR「虎視眈々と淡々と」                                                  | ライブ映像                                                          |
| 2015年7月5日 - 7月22日         | FREE LIVE ONEMAN TOUR「君が私をダメにする」                                             |                                                                     |
| 2015年11月22日 - 2016年1月11日 | ONEMAN TOUR 2015「自由律」                                                              | ライブ映像                                                          |
| 2016年4月23日 - 6月3日         | ONEMAN TOUR 2016 SPRING 「ふざけんな世界、ふざけろよ」                                  | ライブ映像                                                          |
| 2017年9月24日 - 12月15日       | ONEMAN LIVE「音楽の乱」                                                                 | ライブ映像                                                          |
| 2018年2月24日                  | 黒木渚 ワンマンライブ「～幻想童話～砂の城」                                             | ライブ映像                                                          |
| 2020年1月11日 - 2月21日        | 黒木渚 ONEMAN LIVE 2020「檸檬の棘」                                                     | ライブ映像                                                          |
| 2020年12月26日                 | オンラインライブ「黒木渚 Online Live 2020『ダ・カーポ』」                               | ライブ映像                                                          |
| 2021年10月3日                  | 黒木渚 ONEMAN LIVE 2021「死に損ないのパレード」                                         | ライブ映像                                                          |
| 2022年7月8日・7月10日          | 黒木渚 ONEMAN LIVE 2022「予測不能の1秒先も濁流みたいに愛してる」〜100周年記念ワンマン〜 |                                                                     |
| 2023年6月11日〜6月18日         | 黒木渚 featuring 森田真奈美                                                             |                                                                     |

## 出演

### ケーブルテレビ
- 黒木渚のひょっとこどっこい（2022年10月31日 - 、TVワイワイチャンネル 999ch）[61]

### ラジオ
- 黒木渚の夜と6ポンド（2013年3月4日 - 2013年6月24日、FM FUKUOKA）
- 黒木渚のNight Flight（2014年7月5日 - 2014年9月27日、ZIP-FM）
- SHIN-ON 〜黒木渚のロゴスはじめました〜（2014年10月 - 2015年9月、JFN系）
- 黒木渚のふざけんな世界、ふざけろよ（2016年4月6日 - 8月31日、FM-FUJI）
- 黒木渚のオールナイトニッポンGOLD（2016年4月15日、ニッポン放送）
- 黒木渚のオールナイトニッポンR（2017年9月3日、ニッポン放送）
- 黒木渚の不死鳥ラジオ（2019年11月11日 - 12月2日、JFN PARK）
- 黒木渚の棘（2020年1月3日 - 2020年6月30日、FM FUJI）
- 文化放送ライオンズナイタースペシャル 音楽で日本をアゲる！ 黒木渚 言葉は戦闘服（2020年5月21日、文化放送）

## 関連人物・交友関係
- サザンオールスターズ
- THEE MICHELLE GUN ELEPHANT - チバユウスケを尊敬している。
- 四人囃子 - 『一触即発』のジャケットがお気に入り。
- LiSA - 本人が慕っている。
- 日食なつこ - 「よく逢う」「戦友」などと発言。
- ヒグチアイ